# Olympische Sommerspiele 1932/Teilnehmer (Italien)
| Gelbes Symbol für Goldmedaillen mit stilisierten Olympischen Ringen | Graues Symbol für Silbermedaillen mit stilisierten Olympischen Ringen | Braundes Symbol für Bronzemedaillen mit stilisierten Olympischen Ringen |
| ------------------------------------------------------------------- | --------------------------------------------------------------------- | ----------------------------------------------------------------------- |
| 12                                                                  | 12                                                                    | 12                                                                      |

Italien nahm an den Olympischen Sommerspielen 1932 in Los Angeles mit einer Delegation von 112 männlichen Athleten an 61 Wettkämpfen in 13 Wettbewerben teil.
Die italienischen Athleten gewannen je zwölf Gold-, Silber- und Bronzemedaillen, womit Italien im Medaillenspiegel den zweiten Platz belegte. Olympiasieger wurden der Leichtathlet Luigi Beccali über 1500 Meter, der Sportschütze Renzo Morigi mit der Schnellfeuerpistole, der Ringer Giovanni Gozzi im Federgewicht des griechisch-römischen Stils, die Fechter Giancarlo Cornaggia-Medici im Degen-Einzel und Gustavo Marzi im Florett-Einzel, die Radsportler Attilio Pavesi im Straßenrennen, Giuseppe Olmo, Attilio Pavesi und Guglielmo Segato in der Mannschaftswertung des Straßenrennens sowie Nino Borsari, Marco Cimatti, Alberto Ghilardi und Paolo Pedretti in der Bahn-Mannschaftsverfolgung und schließlich die Turner Romeo Neri im Einzelmehrkampf und am Barren, Savino Guglielmetti am Pferdsprung und Oreste Capuzzo, Savino Guglielmetti, Mario Lertora,
Romeo Neri und Franco Tognini im Mannschaftsmehrkampf. Erfolgreichster Sportler war der Fechter Giulio Gaudini, der sich vier Medaillen sicherte, aber keine Goldene: er gewann Bronze im Florett-Einzel sowie Silber im Degen-Einzel, mit der Degen-Mannschaft und auch mit der Florett-Mannschaft.
Fahnenträger bei der Eröffnungsfeier war der Leichtathlet Ugo Frigerio, der im 50-km-Gehen die Bronzemedaille gewann.

## Teilnehmer nach Sportarten

### Boxen
- Edelweiss Rodriguez
Fliegengewicht: im Viertelfinale ausgeschieden

- Vito Melis
Bantamgewicht: im Viertelfinale ausgeschieden

- Gaspare Alessandri
Federgewicht: 4. Platz

- Mario Bianchini
Leichtgewicht: 4. Platz

- Luciano Fabbroni
Weltergewicht: im Viertelfinale ausgeschieden

- Aldo Longinotti
Mittelgewicht: im Viertelfinale ausgeschieden

- Gino Rossi
Halbschwergewicht: Silber

- Luigi Rovati
Schwergewicht: Silber

### Fechten
Männer
- Gustavo Marzi
Florett: Gold 
Florett Mannschaft: Silber 
Säbel Mannschaft: Silber

- Giulio Gaudini
Florett: Bronze 
Säbel: Silber 
Florett Mannschaft: Silber 
Säbel Mannschaft: Silber

- Gioacchino Guaragna
Florett: 4. Platz
Florett Mannschaft: Silber

- Ugo Pignotti
Florett Mannschaft: Silber 
Säbel Mannschaft: Silber

- Rodolfo Terlizzi
Florett Mannschaft: Silber

- Giorgio Pessina
Florett Mannschaft: Silber

- Giancarlo Cornaggia-Medici
Degen: Gold 
Degen Mannschaft: Silber

- Carlo Agostoni
Degen: Bronze 
Degen Mannschaft: Silber

- Saverio Ragno
Degen: 4. Platz
Degen Mannschaft: Silber

- Renzo Minoli
Degen Mannschaft: Silber

- Franco Riccardi
Degen Mannschaft: Silber

- Arturo De Vecchi
Säbel: 8. Platz
Säbel Mannschaft: Silber

- Emilio Salafia
Säbel: 10. Platz
Säbel Mannschaft: Silber

- Renato Anselmi
Säbel Mannschaft: Silber

### Kunstwettbewerbe
- Carlo Testi
- Bruno Roghi
- Terzo Polazzo
- Ottorino Mancioli
- Ercole Drei
- Gerardo Dottori
- Leonardo Borgese
- Angelo Bertolazzi
- Mario Beltrami
- Ivo Battelli

### Gewichtheben
- Attilio Bescapè
Federgewicht: 5. Platz

- Gastone Pierini
Leichtgewicht: Bronze

- Pierino Gabetti
Leichtgewicht: 4. Platz

- Carlo Galimberti
Mittelgewicht: Silber

### Leichtathletik
Männer
- Luigi Beccali
1500 m: Gold

- Michele Fanelli
Marathon: 13. Platz

- Francesco Roccati
Marathon: Rennen nicht beendet

- Luigi Facelli
400 m Hürden: 5. Platz
4-mal-400-Meter-Staffel: 6. Platz

- Giuseppe Lippi
3000 m Hindernis: 7. Platz

- Nello Bartolini
3000 m Hindernis: 10. Platz

- Alfredo Furia
3000 m Hindernis: im Vorlauf ausgeschieden

- Giuseppe Castelli
4-mal-100-Meter-Staffel: Bronze

- Ruggero Maregatti
4-mal-100-Meter-Staffel: Bronze

- Gabriele Salviati
4-mal-100-Meter-Staffel: Bronze

- Edgardo Toetti
4-mal-100-Meter-Staffel: Bronze

- Giacomo Carlini
4-mal-400-Meter-Staffel: 6. Platz

- Giovanni Turba
4-mal-400-Meter-Staffel: 6. Platz

- Mario De Negri
4-mal-400-Meter-Staffel: 6. Platz

- Ugo Frigerio
50 km Gehen: Bronze

- Ettore Rivolta
50 km Gehen: 5. Platz

- Francesco Pretti
50 km Gehen: Rennen nicht beendet

- Angelo Tommasi
Hochsprung: 9. Platz

- Francesco Tabai
Dreisprung: 10. Platz

- Armando Poggioli
Hammerwurf: 8. Platz

- Fernando Vandelli
Hammerwurf: 9. Platz

### Moderner Fünfkampf
- Carlo Simonetti
Einzel: 9. Platz

- Eugenio Pagnini
Einzel: 12. Platz

- Francesco Pacini
Einzel: 20. Platz

### Radsport
- Attilio Pavesi
Straßenrennen: Gold 
Straße Mannschaftswertung: Gold

- Guglielmo Segato
Straßenrennen: Silber 
Straße Mannschaftswertung: Gold

- Giuseppe Olmo
Straßenrennen: 4. Platz
Straße Mannschaftswertung: Gold

- Giovanni Cazzulani
Straßenrennen: 7. Platz

- Bruno Pellizzari
Bahn Sprint: Bronze

- Luigi Consonni
Bahn 1000 m Einzelzeitfahren: 4. Platz

- Marco Cimatti
Bahn 4000 m Mannschaftsverfolgung: Gold

- Paolo Pedretti
Bahn 4000 m Mannschaftsverfolgung: Gold

- Alberto Ghilardi
Bahn 4000 m Mannschaftsverfolgung: Gold

- Nino Borsari
Bahn 4000 m Mannschaftsverfolgung: Gold

### Ringen
- Marcello Nizzola
Bantamgewicht, griechisch-römisch: Silber

- Giovanni Gozzi
Federgewicht, griechisch-römisch: Gold

- Silvio Tozzi
Leichtgewicht, griechisch-römisch: 6. Platz

- Ercole Gallegati
Weltergewicht, griechisch-römisch: Bronze

- Mario Gruppioni
Halbschwergewicht, griechisch-römisch: Bronze

- Aleardo Donati
Schwergewicht, griechisch-römisch: in der 1. Runde ausgeschieden

### Rudern
- Orfeo Paroli
Doppel-Zweier: 4. Platz

- Mario Moretti
Doppel-Zweier: 4. Platz

- Antonio Ghiardello
Vierer ohne Steuermann: Bronze

- Francesco Cossu
Vierer ohne Steuermann: Bronze

- Giliante D’Este
Vierer ohne Steuermann: Bronze

- Antonio Garzoni Provenzani
Vierer ohne Steuermann: Bronze

- Bruno Vattovaz
Vierer mit Steuermann: Silber

- Giovanni Plazzer
Vierer mit Steuermann: Silber

- Riccardo Divora
Vierer mit Steuermann: Silber

- Bruno Parovel
Vierer mit Steuermann: Silber

- Giovanni Scher
Vierer mit Steuermann: Silber

- Vittorio Cioni
Achter mit Steuermann: Silber

- Mario Balleri
Achter mit Steuermann: Silber

- Renato Bracci
Achter mit Steuermann: Silber

- Dino Barsotti
Achter mit Steuermann: Silber

- Roberto Vestrini
Achter mit Steuermann: Silber

- Guglielmo Del Bimbo
Achter mit Steuermann: Silber

- Enrico Garzelli
Achter mit Steuermann: Silber

- Renato Barbieri
Achter mit Steuermann: Silber

- Cesare Milani
Achter mit Steuermann: Silber

### Schießen
- Renzo Morigi
Schnellfeuerpistole 25 m: Gold

- Domenico Matteucci
Schnellfeuerpistole 25 m: Bronze

- Walter Boninsegni
Schnellfeuerpistole 25 m: 4. Platz

- Mario Zorzi
Kleinkalibergewehr liegend 50 m: 4. Platz

- Ugo Cantelli
Kleinkalibergewehr liegend 50 m: 13. Platz

- Amedeo Bruni
Kleinkalibergewehr liegend 50 m: 16. Platz

### Schwimmen
- Giuseppe Perentin
400 m Freistil: im Halbfinale ausgeschieden
1500 m Freistil: im Vorlauf ausgeschieden

- Paolo Costoli
400 m Freistil: im Halbfinale ausgeschieden
1500 m Freistil: im Halbfinale ausgeschieden

### Segeln
- Silvio Treleani
Snowbird: 8. Platz

### Turnen
- Romeo Neri
Einzelmehrkampf: Gold 
Boden: 4. Platz
Barren: Gold 
Mannschaftsmehrkampf: Gold

- Mario Lertora
Einzelmehrkampf: 4. Platz
Boden: Bronze 
Pferdsprung: 8. Platz
Barren: 5. Platz
Mannschaftsmehrkampf: Gold

- Savino Guglielmetti
Einzelmehrkampf: 5. Platz
Boden: 22. Platz
Pferdsprung: Gold 
Barren: 10. Platz
Reck: 11. Platz
Mannschaftsmehrkampf: Gold

- Oreste Capuzzo
Einzelmehrkampf: 7. Platz
Boden: 12. Platz
Ringe: 5. Platz
Mannschaftsmehrkampf: Gold

- Franco Tognini
Einzelmehrkampf: 12. Platz
Boden: 11. Platz
Ringe: 6. Platz
Mannschaftsmehrkampf: Gold

- Giovanni Lattuada
Reck: 12. Platz
Ringe: Bronze

- Omero Bonoli
Seitpferd: Silber